# Anhée
Anhée (wa. Anhêye) – miejscowość i gmina w południowo-wschodniej Belgii, w Regionie Walońskim, w prowincji Namur, w okręgu Dinant. 1 stycznia 2024 roku liczyła 7135 mieszkańców.  

## Podział administracyjny
W skład gminy wchodzi sześć dzielnic (section):
- Annevoie-Rouillon
- Bioul
- Denée
- Haut-le-Wastia
- Sosoye
- Warnant